# Кантор, Анатолий Михайлович
Анато́лий Миха́йлович Ка́нтор (17 мая 1923, Москва, СССР — 20 сентября 2019) — советский и российский искусствовед, историк искусства и художественный критик. Президент Российской академии художественной критики, заслуженный деятель искусств Российской Федерации.

## Биография
В 1947 году окончил Филологический факультет МГУ (отделение истории и теории искусства). Учился у Г. А. Недошивина, А. А. Фёдорова-Давыдова и Б. Р. Виппера.
В 1947—1948 годах преподавал историю искусств во ВГИКе.
Много десятилетий работал главным редактором раздела «Изобразительное искусство» в БСЭ.
Владел несколькими иностранными языками (немецкий, английский, французский, итальянский, испанский, славянские, балтийские, тюркские, угро-финские, греческий).
Специалист по искусству первой половины XX века.

## Основные труды
Автор и редактор сотен публикаций по художественной критике, экспертизе и общим вопросам искусствознания, среди них:
- Кантор А. М. Искусство стран и народов мира. Т. 1-5. М., 1962—1981
- Кантор А. М. Изобразительное искусство XX века. М., 1973.
- Кантор А. М. Предмет и среда в живописи: проблемы взаимоотношений предметного мира и пространственной среды. М.: Советский художник, 1981. 127 с.
- Кантор А. М. Шаммухамед Акмухамедов. 1988. М. Советский художник.
- Кантор А. М. Волшебница балета в рисунках Петра Басина // Искусство рисунка. М., 1990.
- Кантор А. М. Татьяна Алешина. М., 1991.
- Кантор А. М. Терминологический словарь «Аполлон». М., 1997
- Кантор А. М. Духовный мир русского горожанина: Вторая половина XVII в. Очерки. М., 1999.
- Кантор А. М. Памяти Ольги Ройтенберг // Неужели кто-то вспомнил, что мы были… : из истории художественной жизни, 1925—1935. 2-е издание. М.: Галарт, 2008. С. 10.

## Семья
Был женат на искусствоведе Элле Ганкиной. Дочери — врач Вера Острогорская и искусствовед Лёля Кантор-Казовская.